# SkyTrain (Vancouver)
De SkyTrain is het openbaar vervoer systeem in de Canadese stad Vancouver. Het wordt beheerd door TransLink. De metro rijdt op een geheel verhoogde baan, vandaar de naam Skytrain. Een klein deel van het traject loopt echter ook ondergronds in het centrum naar het Waterfrontstation.

## Lijnen
Er zijn 3 lijnen met in totaal 48 stations en een netwerklengte van 68,7 km. De diensten worden uitgevoerd met 298 wagens.
De eerste lijn Expo Line werd in 1985 geopend voor de Wereldtentoonstelling van 1986 (Expo 86), in 2002 volgde de Millennium Line. Beide lijnen maken gebruik van Bombardiers automatische voertuigen.
Voor de Olympische Spelen van 2010 werd het netwerk aanzienlijk uitgebreid met een derde lijn, de Canada Line. Deze lijn voert naar Richmond en er is een tak naar de luchthaven. De lijn is gebouwd door Hyundai en maakt ook gebruik van Koreaanse techniek en treinstellen. Die lijn is op 17 augustus 2009, drie maanden voor op schema, opgeleverd.
In 2016 is de Evergreen Line opgeleverd, vanwege geldgebrek vijf jaar later dan voorzien.

### Toekomst
Er zijn plannen om de Expo Line en de Millennium Line uit te breiden. Beide plannen staan gepland om in 2020 opgeleverd te worden. De verlenging van de Expo Line zou inhouden dat de lijn vanaf het huidige eindpunt King George Station door wordt getrokken naar Surrey, om in 2030 nog eenmaal verlengd te worden naar Langley.
Voor de Millennium Line zijn er plannen om vanaf het huidige eindpunt VCC-Clark Station door wordt gereden tot de campus van de University of British Columbia, er is een overstapmogelijkheid met de Canada Line ingepland. Er zijn ook plannen om de toekomstige Evergreen Line over deze route te laten rijden, dat zou dan weer betekenen dat het materieel voor die lijn gelijk moet zijn aan de treinstellen van de Millennium Line en Expo Line.

## Materieel
Alle treinstellen rijden zonder bestuurder. De huidige treinstellen voor de Expo Line (genaamd Mark I) zijn tussen 1984 en 1994 gebouwd door de Urban Transportation Development Corporation. De Millennium Line-treinstellen (Mark II) zijn gemaakt door Bombardier in 2002, ter vervanging van de oudste treinstellen zijn er extra treinstellen van het type Mark II besteld, waarvan de eerste op 3 juli 2009 in dienst gingen. Beide soorten worden aangedreven door een Lineaire inductiemotor. Beide types kunnen op beide lijnen worden gebruikt, wat ook logisch is gezien de lijnen voor een deel parallel lopen.
De bouw van de Canada Line uitbesteed is aan Hyundai en haar dochterbedrijf Rotem. Deze treinstellen kunnen echter niet worden uitgewisseld met andere lijnen, omdat deze type treinstellen gebruikmaken van conventionele elektromotors.

## Externe link

Het huidige lijnennet (met in het grijs (mogelijke) uitbreidingen